# Adidas Tango

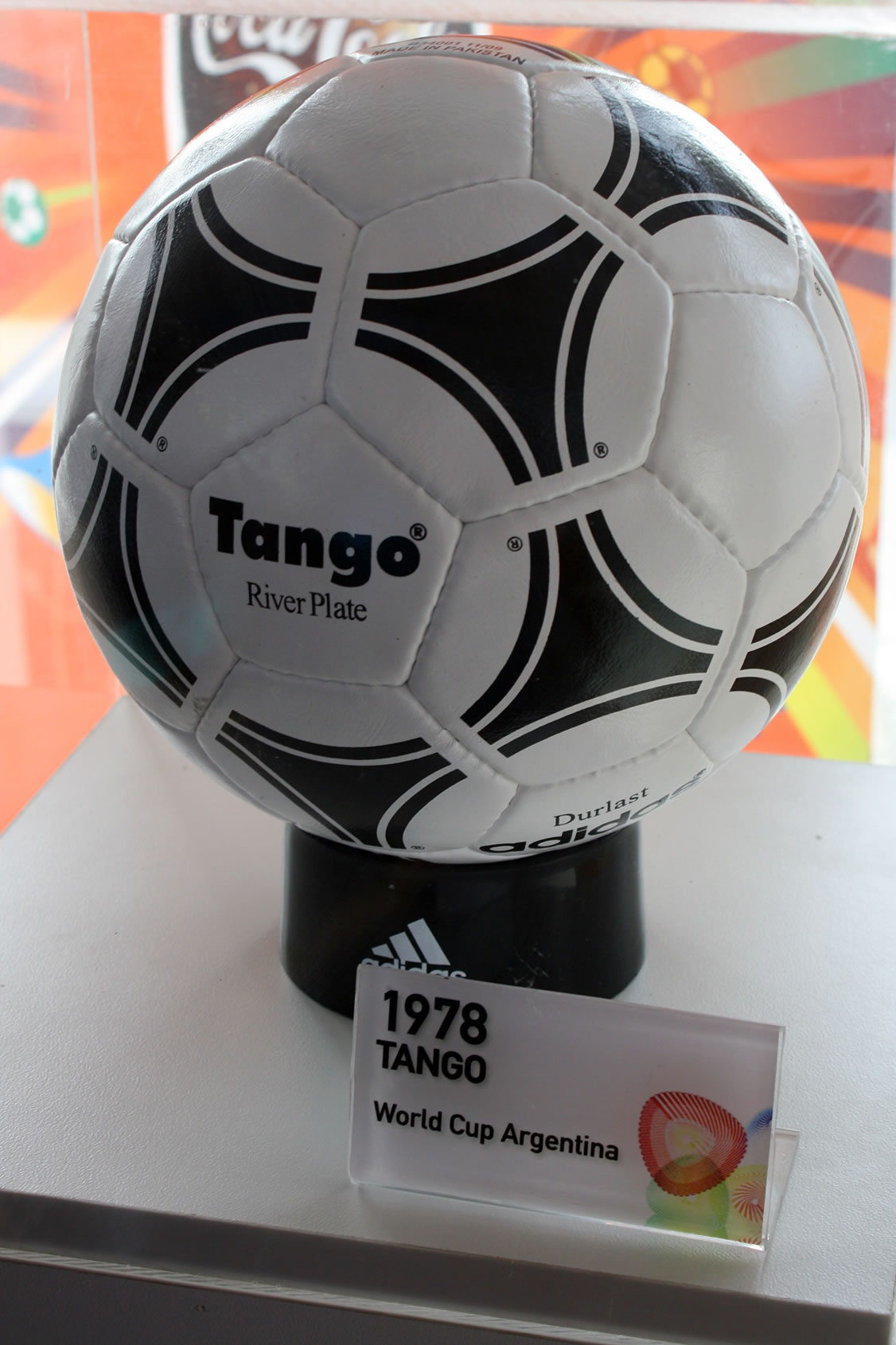
历史上的Adidas Tango

Adidas Tango是一个成功的足球产品家族。它的第一代产品Tango Durlast1978年在阿根廷举办的世界杯上亮相。这一产品家族已经多次服务于包括世界杯、欧洲杯已及夏季奥运会在内的多项大赛。Adidas Tango根据它们的构造有不同的名字以便区别。Adidas Tango最新一代产品是Tango 12。